# Seio maxilar
O seio maxilar, o maior dos seios paranasais, é um espaço pneumático contido no interior do osso maxilar, bilateralmente. O seu grande volume associado à fragilidade capilar e à proximidade com os ápices de alguns dentes superiores permitem que, em algumas circunstâncias, forme-se um acesso direto entre este e a cavidade bucal chamada comunicação buco-sinusal. Quando tal canal de acesso entre as cavidades se encontra revestido por tecido epitelial, oriundo da proliferação dos tecidos que circundam a comunicação, a mesma passa a se chamar fístula buco-sinusal.
Estrutura e Desenvolvimento dos Seios Maxilares
O seio maxilar está localizado abaixo das orbitas oculares, no osso maxilar. É o primeiro seio a se desenvolver e, ao nascimento é apenas um divertículo da fossa nasal, medindo de 7 a 14 mm de comprimento e se encontra cheio de líquido. Ele se desenvolve de acordo com um padrão bifásico, no qual a primeira fase ocorre desde o nascimento e vai até o 3º ano de vida e a segunda fase ocorre entre o 6º e o 12º ano, se encerrando com a erupção da segunda dentição e atingindo seu desenvolvimento completo. A fase inicial de pneumatização direciona a expansão dos seios maxilares horizontalmente e posteriormente, enquanto a fase final direciona a expansão inferiormente em direção a arcada dentaria superior. Este desenvolvimento coloca o assoalho do seio maxilar bem abaixo do assoalho da cavidade nasal 1,4,5.
Ele tem formato piramidal, com sua base ao longo da parede nasal e ápice apontando lateralmente em direção ao osso zigomático. Comunica-se com a fossa nasal por meio de um óstio no meato médio, demoninado óstio natural (sempre presente) e orifícios secundários ou acessórios, denominados de óstio acessório de Giraldes, na fontanela posterior e mais raramente na anterior (nem sempre presentes) 1,4.
A parede do seio maxilar anterior abriga o nervo infraorbital, que atravessa o canal infraorbital ao longo do teto do seio e deriva ramos para os tecidos moles da bochecha. A porção mais fina da parede anterior se localiza superiormente ao dente canino, chamado fossa canina. A fossa canina é uma importante porta de entrada para patógenos responsáveis pelo surgimento de vários processos infecciosos no seio maxilar 5,7,8.
O teto do seio maxilar é o assoalho da órbita ocular e trás da parede posteromedial do seio maxilar encontra-se a fossa pterigopalatina, um pequeno espaço invertido que abriga várias estruturas neurovasculares importantes, se comunicando com vários forames da base do crânio. Atrás da parede posterolateral do seio maxilar se localiza a fossa infratemporal 1,8.
O seio maxilar é vascularizado por ramos da artéria maxilar interna, que incluem as artérias infraorbital, alveolar, maior palatina e esfenopalatina. É inervado por ramos da segunda divisão do nervo trigêmeo, nervo infraorbitário e nervos palatinos maiores 1,4,7.
Como os demais seios paranasais, o seio maxilar tem algumas funções biológicas descritas. As principais são: diminuindo o peso relativo da parte frontal do crânio, especialmente dos ossos do rosto; aumento da ressonância da voz; amortecimento contra traumas faciais; isolamento térmico de estruturas sensíveis como raízes dentárias e olhos; umidificação e aquecimento do ar inalado; regulação das pressões de ar intranasal e sérica; e defesa imunológica 4.
Patologias associadas
As sinusites ou rinossinusites (inflamação da mucosa do nariz) são as doenças mais comuns que afetam os seios paranasais, incluído os seios maxilares. Elas ocorrem em decorrência de inflamações alérgicas ou infecções virais e bacterianas. O velamento dos seios paranasais pode ocorrer nas sinusites, assim como em processos crônicos de fundo alérgico ou infeccioso, nos quadros gripais e na evolução das sinusites agudas 2, 3. 
A sinusite maxilar é estreitamente ligada aos seios maxilares. Quando ela ocorre é frequentemente acompanhada por dor de dente. A infecção pode se espalhar entre os vários seios, a cavidade nasal e os dentes. A abertura do seio maxilar pode ser canulada in vivo através da narina para drenagem de substancias purulentas 2, 3, 6. 
Referências
1-    NETTER, Frank H. Netter-Atlas de Anatomia Humana. Elsevier Brasil, 2008.
2-    ROSA, Marco Felipe Franco et al. Avaliação Radiológica Convencional dos Seios Paranasais. Cadernos Brasileiros de Medicina, v. 27, n. 3, 2015.
3-    NIGRO, Josiane Faria de Aguiar et al. Microbiologia dos seios maxilar e etmoidal em pacientes com rinossinusite crônica submetidos à cirurgia funcional endoscópica dos seios paranasais. Rev. bras. otorrinolaringol, v. 72, n. 2, p. 217-222, 2006.
4-    GEURKINK, Nathan. Nasal anatomy, physiology, and function. Journal of allergy and clinical immunology, v. 72, n. 2, p. 123-128, 1983.
5-    RITTER, Frank N. The paranasal sinuses: anatomy and surgical technique. Mosby, 1973.
6-    BAGATIN, Ericson; COSTA, Everardo Andrade da. Doenças das vias aéreas superiores. J Bras Pneumol, v. 32, n. Supl 1, p. S17-S26, 2006.
7-    JONES, Nick. The nose and paranasal sinuses physiology and anatomy. Advanced drug delivery reviews, v. 51, n. 1, p. 5-19, 2001.
8-    SOBOTTA, Johannes. Atlas de anatomia humana: cabeça, pescoço, membros superiores. Atlas de anatomia humana: cabeça, pescoço, membros superiores, 1984.
1. ↑  Rosa, Marco Felipe Franco; Pereira, Jorge Luiz Rodrigues; Pinto, Jorge Francisco da Cunha; Ferry, Fernando Raphael de Almeida (29 de janeiro de 2015). «Avaliação Radiológica Convencional dos Seios Paranasais». Cadernos Brasileiros de Medicina. 27 (3). ISSN 1677-7840
2. ↑  Jones, Nick (23 de setembro de 2001). «The nose and paranasal sinuses physiology and anatomy». Advanced Drug Delivery Reviews. 51 (1): 5–19. doi:10.1016/S0169-409X(01)00172-7